# سامانه ناوبری هوایی تاکتیکی

نماد سامانه TACAN در دفترچه هوانوردی

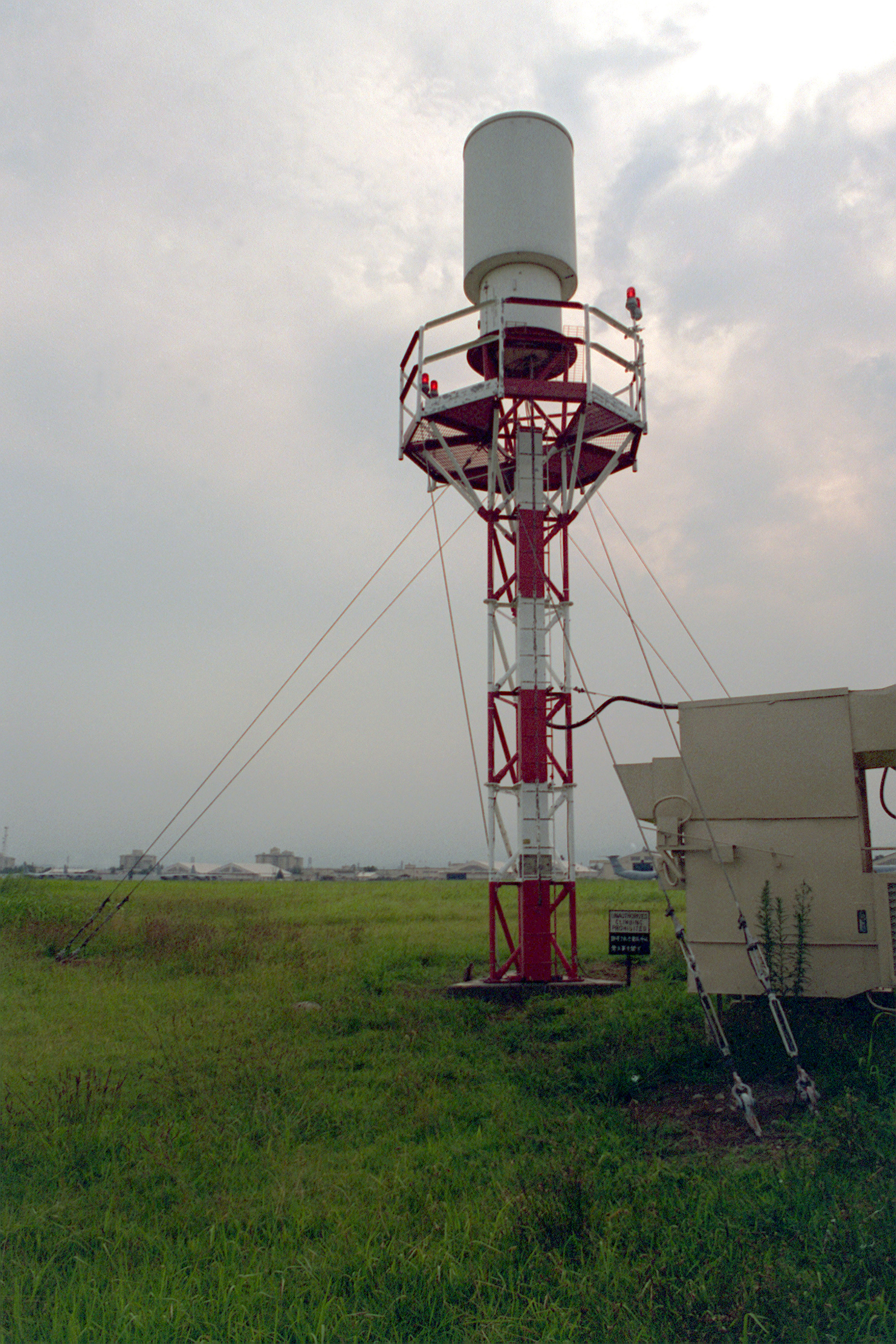
یک سامانه TACAN متعلق به نیرو هوایی ایالات متحده

یکی از پرکاربردترین سامانه‌های نظامی ناوبری و موقعیت یابی زمین پایه، سامانه ناوبری هوایی تاکتیکی (به انگلیسی: Tactical air navigation system) (مخفف انگلیسی: TACAN) است که امکان تشخیص موقعیت را به خلبان هواپیما می‌دهد.
سابقه عملیاتی سامانه TACAN که در حقیقت نوع نظامی و با دقت و برد بالاتر سامانه موقعیت یابی رادیویی استاندارد VOR/DME به‌شمار می‌رود، به دهه ۵۰ میلادی باز می‌گردد. ایده پشت این سامانه استفاده از سیگنال‌های رادیویی برای تعیین موقعیت یک هواپیمای نظامی برای سرنشینان هواپیما با استفاده از ایستگاه‌های زمین پایه است. بطوریکه در این سامانه، هواپیما همواره تحت پوشش یک ایستگاه TACAN قرار داشته و موقعیت خود را نیز نسبت به موقعیت جغرافیایی ایستگاه TACAN و از طریق سیگنال‌های تبادل شده بین هواپیما و ایستگاه بدست میاورد.

## شیوه کار

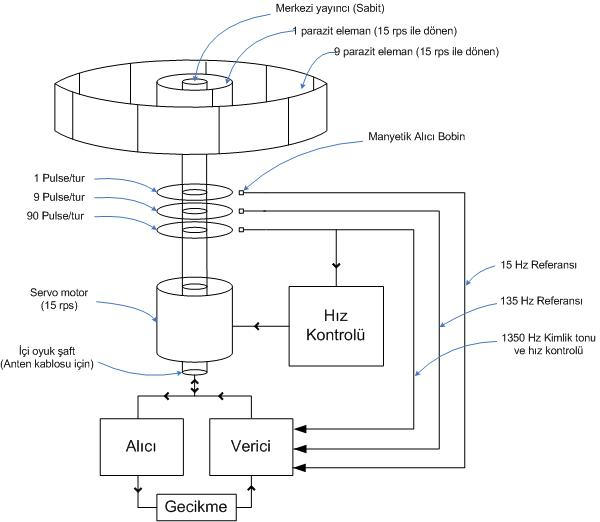
نمای کلی سامانه تاکان

در سامانه TACAN یک سیستم فرستنده/ گیرنده مخصوص روی هواپیما و یک سیستم مشابه دیگر در ایستگاه زمینی نصب شده‌است. هواپیما برای یافتن موقعیت جغرافیایی خود در یک میدان نبرد از طریق سیستم TACAN به سه مشخصه نیاز دارد: موقعیت جغرافیایی ایستگاه زمین پایه (یا دریاپایه) TACAN و فاصله و سمت خود نسبت به این ایستگاه (دستگاه مختصات استوانه‌ای).
هواپیما باید پیش از هر ارتباط و تبادل ارتباط با یک ایستگاه زمینی، باید ایستگاه را شناسایی کند. ایستگاه زمینی TACAN هر ۳۰ ثانیه با توقف لحظه‌ای سیگنال‌های ارتباطی، یک کد شناسایی مورس (identification code) با فرکانس منحصر بفرد که حاوی موقعیت جغرافیایی ایستگاه و دیگر اطلاعات است را به صورت سیگنال رادیویی منتشر می‌کند. این کد شامل تعدادی مجموعه پالس (pulse group) است که با فواصل متغیر (منطبق با کد مورس) ارسال می‌گردد. هر مجموعه پالس که به عنوان "۱" در این کد در نظر گرفته می‌شود از دو جفت پالس با عرض ۱۲ میکروثانیه و فاصله بین پالسی ۱۰۰ میکروثانیه تشکیل شده‌است و فاصله بین مجموعه پالس‌ها نیز به عنوان "۰" در نظر گرفته می‌شود.
قدم بعدی پس از شناسایی و دریافت موقعیت جغرافیایی ایستگاه زمینی، تعیین فاصله بین هواپیما و ایستگاه زمینی می‌باشد. سامانه TACAN برای تعیین فاصله بین هواپیما و ایستگاه زمینی از تکنیک مشابه رادار استفاده می‌کند، بیاد بیاورید که یک رادار برای تعیین موقعیت یک هواپیما یک سیگنال مشخص را ارسال نموده و سپس با استفاده از زمان رفت و برگشت این سیگنال (ناشی از انعکاس از بدنه هواپیما)، فاصله هواپیما از خود را تعیین می‌کند.
اما در این سامانه بجای سیگنال منعکس شده از بدنه هواپیما (اصطلاحاً سیگنال "پاسخ")، سامانه خود سیگنال‌های پاسخ مصنوعی تولید می‌کند. در قدم اول فرستنده هواپیما سیگنال‌هایی تحت عنوان سیگنال‌های بازجویی (interrogation Signal) را می‌باشد، با زمان‌بندی مشخصی منتشر می‌کند. ایستگاه زمینی پس از دریافت این سیگنال بمدت کوتاهی تأخیر (۵۰ میکروثانیه) اعمال کرده و سپس سیگنال پاسخ را ارسال می‌کند. حال هواپیما می‌تواند با اندازه‌گیری فاصله زمانی بین ارسال سیگنال بازجویی و دریافت سیگنال پاسخ (منهای ۵۰ میکرو ثانیه تاخیر)، فاصله خود را از ایستگاه تعیین کند. (هر ۱۲ میکرو ثانیه تأخیر برابر یک مایل می‌باشد)